# Thomas Fischer (Historiker, 1947)
Thomas Fischer (* 12. Februar 1947 in Bad Schwartau) ist ein deutscher Historiker.

## Leben
Fischer studierte Deutsch und Geschichte in Hamburg und Freiburg im Breisgau. Nach dem Staatsexamen war er wissenschaftlicher Angestellter an der Universität Freiburg im Breisgau, wo er 1977 promovierte. Im Jahre 1980 wurde er Redakteur beim Fernsehen des Südwestfunks und betreute dort zahlreiche Geschichtssendungen. 2002 bestellte ihn die Universität Konstanz zum Honorarprofessor. Seit 2012 arbeitet er als freier Journalist.

## Schriften (Auswahl)
- Städtische Armut und Armenfürsorge im 15. und 16. Jahrhundert. Sozialgeschichtliche Untersuchungen am Beispiel der Städte Basel, Freiburg i. Br. und Straßburg. Göttingen 1979, ISBN 3-509-01122-8.
- Die „neue Rechte“. Eine Herausforderung für die westdeutsche Linke. Darmstadt 1989, ISBN 3-927682-03-9.
- mit Christine Bachmeier: Wer sind die Deutschen? Nationale Identität unter neuen Vorzeichen. Frankfurt am Main 1992, ISBN 3-927682-06-3.
- mit Thomas Schuhbauer: Geschichte in Film und Fernsehen. Theorie – Praxis – Berufsfelder. Tübingen 2016, ISBN 978-3-8252-4661-7.